# Виконтство Сердань
Виконтство Сердань (кат. Vescomtat de Cerdanya, фр. Vicomté de Cerdagne, исп. Vizconde de Cerdaña) — феодальное владение на территории исторической провинции Каталония, первоначально находившееся в феодальной зависимости от графства Сердань. В состав виконтства входили земли в Конфлане и Сердани. В настоящее время территория, на которой располагалось виконтство, входит в состав Франции.

## История
Первое упоминание о виконтах Сердани относится к середине IX века, когда около 862 года упоминается виконт Адалельм. Далее до середины X века встречаются отрывочные упоминания о виконтах Сердани, но степень их родства неизвестна. Так около 913 года упоминается виконт Рамон I, а около 925 года — виконт Ремесари, родственник графа Сердани Миро II (его отец, Гилесинд, был двоюродным братом Миро II).
Во второй половине X века, начиная с Берната I, власть виконтов стала наследственной. Его сын, Сунифред I присоединил виконтство Конфлан посредством брака с Гислой, дочерью виконта Берната.
Около 1126 года Сибилла, дочь и наследница виконта Рамона II, вышла замуж за виконт Альт-Уржеля Пере I. Благодаря этому виконтства Урхель и Сердань оказались объединены. Образованное владение получило название виконтство Кастельбон (Кастельбон). Однако титул «виконт Сердани» продолжал использоваться виконтами Кастельбона.

## Список виконтов Сердани
- ок. 862: Адалельм
- ок. 913: Рамон I
- ок. 925: Ремесари
- ок. 966—983: Бернат I (ум. 983)
- 983—1032: Сунифред I (ум. 1032), виконт Сердани с 983, виконт Конфлана, сын предыдущего
- 1032—1067: Бернат II (ум. 1067), сын предыдущего
- 1067—1130/1134: Рамон II (ум. 1130/1134), сын предыдущего
- 1130/1134—1141: Сибилла (ум. 1141), дочь предыдущего
- 1130/1134—1150: Пере I (ум. 1150), виконт Альт-Уржеля с 1114, 1-й виконт Кастельбо и Сердани с ок. 1130/1134, муж предыдущей